# Surveyor 5
Surveyor 5 är en obemannad rymdsond från NASA, med uppdrag att landa på och fotografera månen. Den sköts upp från Cape Canaveral, med en Atlas LV-3C Centaur-D, den 8 september 1967. Den landade på månen den 11 september och fram till den 17 december 1967 sände den totalt 19 049 bilder tillbaka till jorden.

### Fotnoter
1. ↑  ”NASA Space Science Data Coordinated Archive” (på engelska). NASA. https://nssdc.gsfc.nasa.gov/nmc/spacecraft/display.action?id=1967-084A. Läst 24 mars 2020.